# 沃利茨猶太會堂

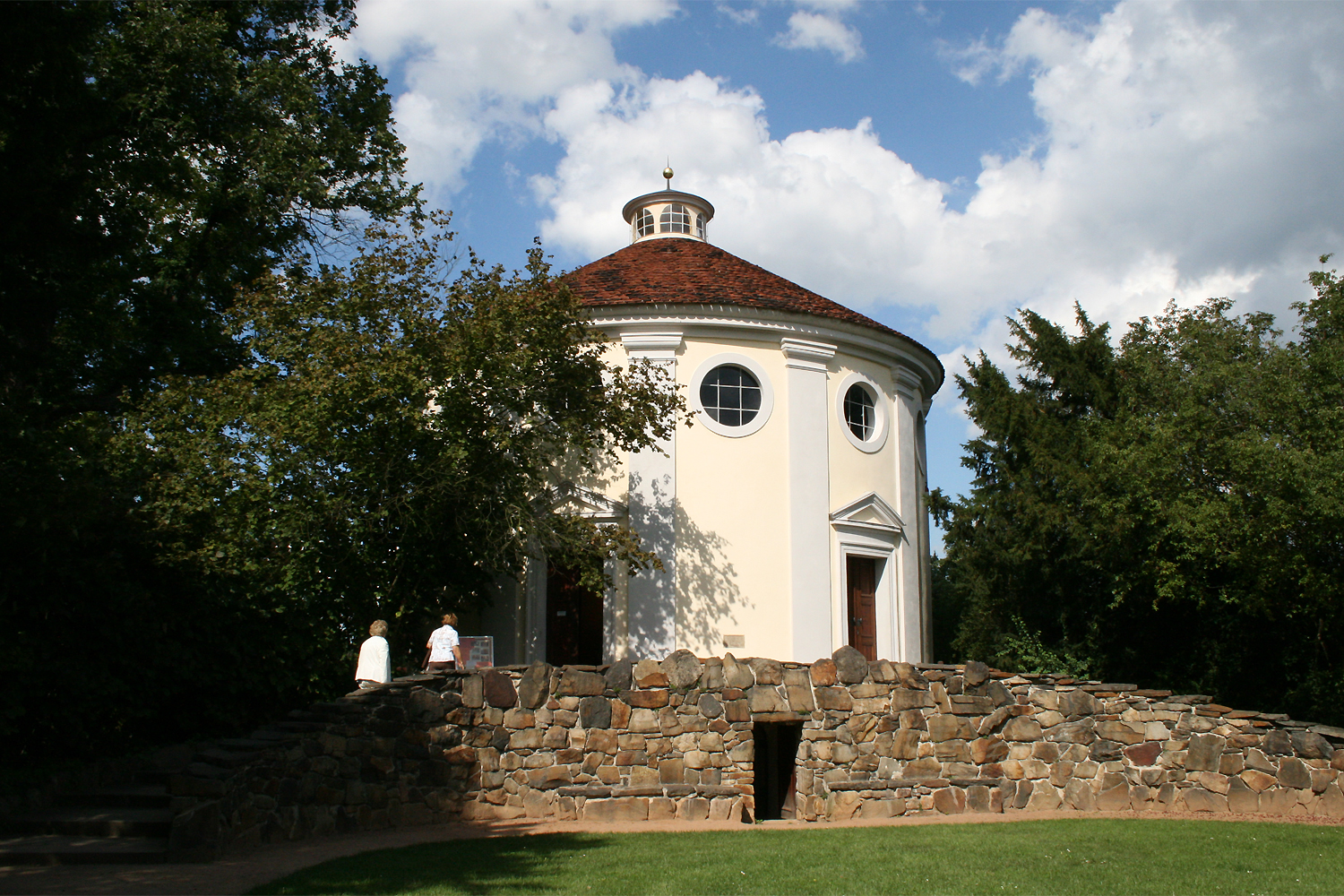

沃利茨猶太會堂（Wörlitz Synagogue）是一座修建於1790年的猶太會堂。這座猶太會堂由利奧波德三世下令修建，位於德紹-沃利茨園林王國內，自2000年開始被列入世界遺產。